# Вормгор, Вито
Вито Вормгор (нидерл. Vito Wormgoor; род. 16 ноября 1988, Лерсюм, Утрехт, Нидерланды) — нидерландский футболист, защитник любительского клуба ДОВО.

## Биография
Вито родился 16 ноября 1988 года в городе Лерсюм. Начал заниматься футболом в возрасте двенадцати лет в любительском клубе ХДС, но в 1999 году перешёл в клуб ДОВО из города Венендал. Потом был включён в состав молодёжи «Аякса». В связи с травмами игроков «Аякса» был включён в основной состав на сезон 2007/08, но сыграть за основу так и не смог. Вито играл в прощальном матче защитника Япа Стама, из-за травмы Ян-Ари ван дер Хейдена.
В середине 2008 года Вито был уличён в краже 150 евро у своего одноклубника Эдгара Манучаряна. В итоге, за эту провинность «Аякс» расторг контракт с Вормгором. По словам агента Вормгора Луиса Лароса Манучарян занял денег у Вито во время карточной игры, но не вернул в назначенный срок. Поэтому Вормгор самостоятельно забрал деньги из сумки армянина.

### Клубная карьера
В сентябре 2008 года Вормгор подписал двухлетний контракт с «Утрехтом», хотя игроком также интересовался «Фейеноорд». Дебютировал 14 сентября в матче против «Гронингена», завершившимся поражением «Утрехта» со счётом (0:2). В сезоне 2008/09 провёл в чемпионате Нидерландов за «Утрехт» 9 матчей.
В сезоне 2009/10 выступал на правах аренды за «Де Графсхап», который выступал в Первом дивизионе Нидерландов. «Де Графсхап» по итогам сезона стал победителем Первого дивизиона и вышел в Высший дивизион. Летом 2010 года перешёл в «Де Графсхап» на правах свободного агента. В составе команды провёл 2 сезона и сыграл в 56 матчах и забил 1 гол.
В марте 2012 года заключил контракт с клубом АДО Ден Хааг. Вито взял себе 3 номер. В составе команды дебютировал в 1 туре чемпионата Нидерландов 2012/13 12 августа 2012 года в выездном матче против «Витесса» (2:2).
18 декабря 2019 года Вормгор на правах свободного агента подписал контракт с клубом MLS «Коламбус Крю». В американской лиге дебютировал 1 марта 2020 года в матче стартового тура сезона 2020 против «Нью-Йорк Сити». 11 июля 2020 года в матче Турнира MLS is Back против «Цинциннати» Вормгор получил травму правой лодыжки, из-за чего пропустил почти 10 месяцев, вернувшись на поле 1 мая 2021 года в матче против «Клёб де Фут Монреаль». По окончании сезона 2021 «Коламбус Крю» не стал продлевать контракт с Вормгором.
15 января 2022 года вернулся играть в Норвегию, подписав двухлетний контракт с клубом Первого дивизиона «Старт». 12 марта дебютировал за клуб в Кубке Норвегии против «Саннес Ульф».
В мае 2024 года вернулся в свой бывший клуб ДОВО.

### Карьера в сборной
Вормгор выступал за молодёжную сборную Нидерландов на турнире в Тулоне 2009. Нидерланды заняли четвёртое место, уступив в матче за третье место Аргентине (0:1). Всего за молодёжную сборную провёл 7 матчей.

## Личная жизнь
У Вито есть старший брат Келвин и младшие брат и сестра — Нандо и Юлия. Нандо тоже стал футболистом, в настоящее время он выступает за любительский клуб «СтеДоКо» на позиции защитника.

## Достижения
- Победитель Первого дивизиона Нидерландов: 2009/10

## Статистика
| Выступление      | Выступление      | Выступление      | Лига | Лига | Кубок | Кубок | Прочие | Прочие | Итого | Итого |
| Клуб             | Лига             | Сезон            | Игры | Голы | Игры  | Голы  | Игры   | Голы   | Игры  | Голы  |
| ---------------- | ---------------- | ---------------- | ---- | ---- | ----- | ----- | ------ | ------ | ----- | ----- |
| Утрехт           | Эредивизи        | 2008/09          | 7    | 0    | 0     | 0     | 2      | 0      | 9     | 0     |
| Де Графсхап      | Эрсте дивизи     | 2009/10          | 30   | 2    | 1     | 0     | —      | —      | 31    | 2     |
| Де Графсхап      | Эредивизи        | 2010/11          | 26   | 0    | 1     | 0     | —      | —      | 27    | 0     |
| Де Графсхап      | Эредивизи        | 2011/12          | 28   | 1    | 3     | 0     | 2      | 0      | 33    | 1     |
| Де Графсхап      | Итого            | Итого            | 84   | 1    | 5     | 0     | 2      | 0      | 91    | 1     |
| АДО Ден Хааг     | Эредивизи        | 2012/13          | 32   | 1    | 2     | 0     | —      | —      | 34    | 1     |
| АДО Ден Хааг     | Эредивизи        | 2013/14          | 25   | 0    | 1     | 1     | —      | —      | 26    | 1     |
| АДО Ден Хааг     | Эредивизи        | 2014/15          | 26   | 0    | 0     | 0     | —      | —      | 26    | 0     |
| АДО Ден Хааг     | Эредивизи        | 2015/16          | 23   | 2    | 1     | 0     | —      | —      | 24    | 2     |
| АДО Ден Хааг     | Итого            | Итого            | 106  | 3    | 4     | 1     | —      | —      | 110   | 4     |
| Олесунн          | Элитсериен       | 2016             | 11   | 1    | —     | —     | —      | —      | 11    | 1     |
| Бранн            | Элитсериен       | 2017             | 26   | 2    | 1     | 0     | 2      | 0      | 29    | 2     |
| Бранн            | Элитсериен       | 2018             | 29   | 4    | 0     | 0     | —      | —      | 29    | 4     |
| Бранн            | Элитсериен       | 2019             | 28   | 5    | 2     | 0     | —      | —      | 30    | 5     |
| Бранн            | Итого            | Итого            | 83   | 11   | 3     | 0     | 2      | 0      | 88    | 11    |
| Коламбус Крю     | MLS              | 2020             | 2    | 0    | —     | —     | 0      | 0      | 2     | 0     |
| Коламбус Крю     | MLS              | 2021             | 17   | 0    | —     | —     | 0      | 0      | 17    | 0     |
| Коламбус Крю     | Итого            | Итого            | 19   | 0    | —     | —     | 0      | 0      | 19    | 0     |
| Старт            | ОБОС-лига        | 2022             | 22   | 0    | 1     | 0     | —      | —      | 23    | 0     |
| Старт            | ОБОС-лига        | 2023             | 28   | 1    | 2     | 0     | —      | —      | 30    | 1     |
| Старт            | Итого            | Итого            | 50   | 1    | 3     | 0     | 0      | 0      | 53    | 1     |
| Всего за карьеру | Всего за карьеру | Всего за карьеру | 360  | 17   | 15    | 1     | 6      | 0      | 381   | 18    |